# Bajaj Group
Bajaj Group er et indisk multinationalt konglomerat, der blev etableret af Jamnalal Bajaj i Mumbai i 1926. Koncernen har 40 datterselskaber og flagship-virksomheden er Bajaj Auto. Andre datterselskaber inkluderer Bajaj Finance, Bajaj Finserv, Bajaj Electricals, Mukand og Bajaj Holdings & Investment.